# Reinhard Sorge
Reinhard Johannes Sorge (Berlino, 29 gennaio 1892 – Ablaincourt-Pressoir, 20 luglio 1916) è stato uno scrittore e drammaturgo tedesco. Convertitosi al Cattolicesimo prima dell'inizio della prima guerra mondiale, cadde al fronte.